# Destí final de l'Univers
El destí final de l'univers és un tema de la cosmologia física. Hi ha moltes teories científiques rivals que prediuen si l'univers tindrà una durada finita o infinita. Un cop el concepte que l'univers hauria començat amb el big-bang va ser acceptat dins d'un consens científic, el destí final de l'univers es va convertir en una pregunta cosmològica vàlida, qüestió que depèn de les propietats físiques de la massa/energia de l'univers, la seva densitat mitjana i la tasa d'expansió.
Durant un llarg temps, la qüestió estava localitzada a saber si l'expansió que s'observa actualment seguirà indefinidament o restarà interrompuda per a donar lloc a una fase de contracció que ens portaria a un big crunch.
Avui aquesta primera qüestió sembla essencialment resolta en el sentit que totes les observacions indiquen que l'expansió no s'aturarà pas. Els escenaris futurs van de la mort tèrmica de l'univers (en anglès big chill), és a dir, un refredament indefinit resultant de l'expansió, al big rip, un escenari catastròfic en què l'univers és destruït en un temps finit.
Per extensió, la taxa d'expansió de l'univers és popular en les obres de ciència-ficció.

## Càlculs.
S'ha pogut calcular que si la densitat de l'univers és menor de tres àtoms per metre cúbic, serà insuficient per a frenar l'expansió, l'univers s'expandirà indefinidament (big rip) i tindria una mort freda enmig de la foscor més absoluta. En aquest cas, el temps s'acabaria en uns 35 000 milions d'anys. Però, si la massa és suficient per a detenir l'expansió, tindria lloc el big crunch, o sigui, que l'univers, forçat per la gran quantitat de massa, començaria a comprimir-se fins que, al cap d'uns 20 000 milions d'anys, acabaria col·lapsant-se en una singularitat, quelcom semblant al big-bang, però a l'inrevés. En aquest cas, després del big crunch, és possible que l'univers torni a començar amb un altre (o, segons el model cíclic, el mateix) big-bang.
L'univers està actualment en expansió. Tanmateix, els mesuraments que Allan R. Sandage va fer a la dècada del 1960 amb el seu telescopi de 200 polzades mostren que el ritme d'expansió actual és menor que el de fa 1 000 milions d'anys. Aquest fet pot implicar o no que l'expansió es detingui, plantejant aleshores dues alternatives per al destí final de l'univers.
Segons les teories cosmològiques actuals, la quantitat de matèria que hi ha a l'univers és la que en decidirà el futur. Actualment, tenim una idea força aproximada de la quantitat de matèria visible que existeix, però no de la quantitat de matèria fosca, per la qual cosa el futur de l'univers depèn d'aquesta darrera.

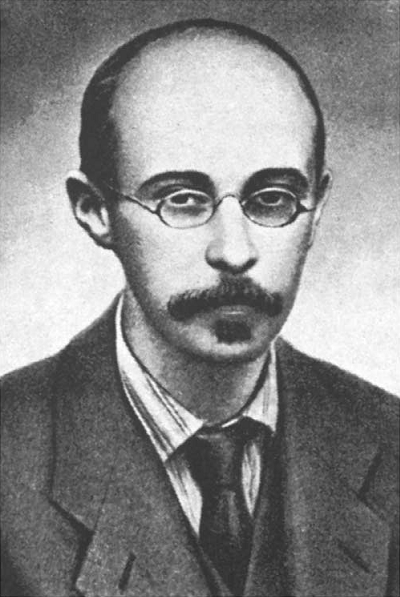
Alexander Friedman

## Problemàtica
La descripció de l'evolució de l'univers, en tant que sistema físic, es fa amb un model cosmològic i la teoria de la relativitat general. Aquesta descriu l'evolució d'un univers homogeni i isòtrop, per mitjà de les equacions de Friedmann. Alexander Friedmann va proposar-ne una solució el 1921. Aquestes equacions de Friedmann impliquen que l'univers ha estat expandint-se des d'una singularitat inicial; és a dir, essencialment, des del big-bang.
Per tant, indiquen el valor de la taxa d'expansió de l'univers (en què el valor actual és la constant de Hubble) en funció de la densitat d'energia mitjana de l'univers i també d'alguna de les seves propietats geomètriques, la seva curvatura espacial. A més, hi intervenen algunes propietats de diferents formes de matèria, en particular la seva pressió.

## Equació fonamental
L'equació dicta el valor de la taxa d'expansió de l'univers, H, i és una de les dues equacions de Friedmann:
{\displaystyle 3\left({\frac {H^{2}}{c^{2}}}+{\frac {K}{a^{2}}}\right)={\frac {8\pi G}{c^{4}}}\rho },
en què c és la velocitat de la llum, K / a{\displaystyle ^{2}} la curvatura espacial, G la constant de gravitació, i rho el conjunt de densitats d'energia de les diferents formes de matèria que omple l'univers. La curvatura espacial representa la forma geomètrica de l'espai: si aquesta és nul·la, l'espai correspon a l'espai euclidià usual; si és positiva, l'espai s'anomena esfèric (en particular, és de volum finit); i finalment, si la curvatura espacial és negativa, l'espai s'anomena hiperbòlic.
L'equació de Friedmann es pot tornar a escriure sota la forma:
{\displaystyle H^{2}=-{\frac {Kc^{2}}{a^{2}}}+{\frac {8\pi G}{3c^{2}}}\rho }.
L'expansió s'atura per definició quan la taxa d'expansió H és nul·la amb densitat d'energia total negativa, i això darrer és una hipòtesi poc realista, ja que en aquestes condicions no hi pot haver expansió.

## Teories sobre la fi de l'univer
Dependrà de la densitat de l'univers; actualment, preponderen les proves sobre que l'univers no es col·lapsarà.

## Bases científiques emergents
L'exploració científica teòrica del destí final de l'univers es va fer possible amb la teoria de la relativitat general formulada per Albert Einstein el 1915. La relativitat general es pot emprar per a descriure l'univers amb la major escala possible. Hi ha moltes solucions possibles a les equacions de la relativitat general i cada solució implica un possible destí final de l'univers.
Les proves observacionals no van tardar a arribar. El 1929, Edwin Hubble va publicar les seves conclusions, basant-se en les observacions de l'estrella variable Cefeida en galàxies llunyanes, que l'univers estava en expansió. Des de llavors, el principi de l'univers i el seu possible final han estat objecte d'una seriosa investigació científica. El 1933, Georges Lemaître va presentar una teoria que s'havia anomenat la teoria del big-bang de l'origen de l'univers. El 1948, Fred Hoyle va proposar la teoria oposada d'un univers estàtic, anomenada teoria de l'estat estacionari. Aquestes dues teories van ser contendents actives fins al descobriment d'Arno Penzias i Robert Wilson el 1965, del fons còsmic de microones, un fet que és una predicció senzilla de la teoria del big-bang i que la teoria de l'estat estacionari no és vàlida. La teoria del big-bang immediatament es va convertir en el més àmpliament sostingut punt de vista de l'origen de l'univers.
Quan Einstein va formular la relativitat general, ell i els seus contemporanis creien en un univers estàtic. Quan Einstein va trobar que les seues equacions podien fàcilment ser resoltes de tal manera que es permetera que l'univers estiguera en expansió i es contraguera en un futur llunyà, va afegir a aquestes equacions el que ell va anomenar una constant cosmològica, el paper de la qual era compensar l'efecte de la gravetat en l'univers en conjunt de tal manera que l'univers romanga estàtic. Després que Hubble anunciara la seua conclusió que l'univers estava en expansió, Einstein va escriure que la seua constant cosmològica era la seua gran ficada de pota.
Començant el 1998, les observacions de les supernoves en galàxies distants han estat interpretades com a consistents amb un univers la taxa d'expansió del qual s'està accelerant. S'han formulat teories cosmològiques posteriors per permetre aquesta possible acceleració, quasi sempre apel·lant a l'energia fosca i a la matèria fosca. D'ací, les recents teories sobre el destí final de l'univers que permeten una constant cosmològica distinta de zero.

### Gran refredament o la mort calenta (big freezeoheat death)
Aquest escenari es considera com el més probable i tindria lloc si l'univers continua en expansió com fins ara. En un bilió d'anys, les estrelles s'apagarien i la major part de l'univers es tornaria fosc. L'univers s'aproximaria a un estat altament entròpic. A una escala de temps encara més llarga, les galàxies passarien a ser forats negres. En algunes teories de la gran unificació, la descomposició dels protons convertiria el gas interestel·lar subjacent en positrons i electrons, que es recombinarien en protons. En aquest cas, l'univers indefinidament consistiria només en una «sopa de radiació» uniforme que es refredaria.
La mort calenta és una teoria que diu que l'univers aniria a un estat de màxima entropia, en el qual cada cosa es distribueix uniformement i no hi ha gradients, que són necessaris per a mantenir el tractament de la informació, una forma de vida. L'escenari de la mort calenta és compatible amb qualsevol dels tres models espacials, però necessita que l'univers arribi a una eventual temperatura mínima.

### Big rip

Simulació del big rip

En un univers obert, la relativitat general prediu que l'univers tindrà una existència indefinida, però amb un estat en què la vida com la coneixem no pot existir. Sota aquest escenari, l'energia fosca causa que la taxa d'expansió de l'univers s'acceleri. Portant això a l'extrem, una acceleració de l'expansió eterna significa que tota la matèria de l'univers, començant per les galàxies i eventualment totes les formes de vida, es disgregaran en partícules elementals deslligades. L'estat final de l'univers és una singularitat, perquè la taxa d'expansió és infinita.

### Big crunch

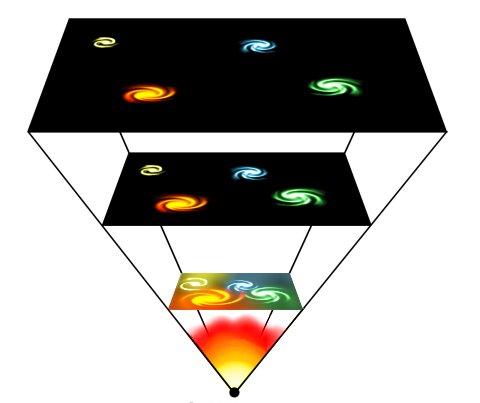
El big crunch. L'eix vertical es pot considerar com temps positiu o negatiu

La teoria del big crunch és un punt de vista simètric del destí final de l'univers. Aquesta teoria proposa que la densitat mitjana de l'univers és suficient per a aturar la seva expansió i començar-ne la contracció. Si és així, es veuria com les estrelles tendeixen a l'ultraviolat per l'efecte Doppler. El resultat final se'n desconeix; una simple extrapolació seria que tota la matèria i l'espaitemps en l'univers es col·lapsaria en una singularitat espaciotemporal adimensional, però a aquestes escales no se saben els efectes quàntics.
Aquest escenari permet que el big-bang estigui precedit immediatament pel big crunch d'un univers precedent. Si això ocorre repetidament, es té un univers oscil·lant. L'univers podria consistir en una seqüència infinita d'universos finits; cadascun dels universos finits acabaria amb un big crunch que és també el big-bang de l'univers següent. Teòricament, l'univers oscil·lant no podria reconciliar-se amb la segona llei de la termodinàmica: l'entropia augmentaria d'oscil·lació en oscil·lació i causaria la mort calenta. Altres mesuraments suggereixen que l'univers no és tancat. Aquests arguments induïren els cosmòlegs a abandonar el model de l'univers oscil·lant. Una idea similar és adoptada pel model cíclic, però aquesta idea evita la mort calenta.

### Gran rebot (big bounce)
Segons alguns teòrics de l'univers oscil·lant, hi ha haurà un big crunch seguit d'un big-bang ('gran rebot'), i això suggereix que estem vivint el primer d'un cicle d'universos, però és igualment probable que sigui un nombre d'ordre qualsevol d'una seqüència infinita d'universos.

### Multivers
El multivers (conjunt d'universos paral·lels) és un escenari en el qual, encara que l'univers pot ser de durada finita, n'és un univers entre molts. A més, la física del multivers podria permetre'ls existir indefinidament. En particular, altres universos podrien ser objecte de lleis físiques diferents de les que s'apliquen en l'univers conegut.

### Fals buit
Si el buit no és l'estat d'energia més baix (un fals buit), es podria col·lapsar en un estat d'energia menor. Això és anomenat esdeveniment de metaestabilitat en el buit. Això fonamentalment alteraria l'univers, les constants físiques podrien tenir valors diferents, i afectaria en gran manera els fonaments de la matèria.

### Nivells indefinits
El model cosmològic multinivell proposa l'existència de nivells indefinits de l'univers. Mentre l'existència del nostre nivell de l'univers és finita, hi ha un nombre indefinit de nivells de l'univers, cadascú amb el seu principi i la seva fi, però el complet té una existència.

## Restriccions observacionals en les teories
L'elecció entre aquests escenaris rivals es fa «pesant» l'univers, per exemple, mesurant les contribucions relatives de matèria, radiació, matèria fosca i energia fosca a la densitat crítica. Més concretament, competint amb escenaris que són avaluats contra les dades obtingudes en agrupacions galàctiques i supernoves llunyanes en anisotropies en el fons còsmic de microones.

## Vida en un univers mortal
La hipòtesi de la intel·ligència eterna de Dyson proposa que una civilització avançada podria sobreviure durant un període infinit consumint només una suma finita d'energia. Una civilització com aquesta alternaria breus períodes d'activitat amb llargs períodes d'hibernació.
John Barrow i Frank Tipler (1986) proposaren el principi del final antròpic: que l'emergència de vida intel·ligent és inevitable i una vegada que la vida arribi a estar en alguna part de l'univers, mai morirà. Barrow i Tipler, fins i tot, diuen que el destí de la vida intel·ligent és expandir-se per l'univers controlant-ne tots els aspectes excepte el big crunch.
L'escenari del punt omega de Tipler (Tipler, 1994) conclou que una civilització en els instants finals d'un big crunch experimentaria una suma infinita de temps "subjectiu" durant la vida finita restant de l'univers, usant l'enorme energia de la implosió per a accelerar el tractament de la informació més de pressa que l'alternativa de la singularitat final.

Els recents treballs en cosmologia inflacionària, la teoria de cordes i la mecànica quàntica han portat la discussió cap a diferents direccions que les de Dyson i Tipler. El treball teòric d'Eric Chaisson i David Layzer troba que una expansió de l'espaitemps facilita el pas a un salt d'entropia creixent, i posa en dubte la hipòtesi de la mort calenta de l'univers. Ilya Prigogine, en el seu treball de termodinàmica, lluny de l'equilibri suggereix que aquest salt entròpic pot contribuir a la informació i així a la formació d'estructures.
A més, Andrei Linde, Alan Guth, Edward Harrison i Ernest Sternglass insisteixen en la presència possible de multiversos. Alan Guth ha especulat amb una civilització dalt de l'escala de Kardaixov que fes universos personalitzats. S'ha de tenir en compte els problemes encara no resolts de la gravetat quàntica i el principi hologràfic, i els intercanvis d'informació com a possibles descriptors de les quantitats físiques tradicionals.